# Wolfszahn (Heraldik)
Der Wolfszahn ist in der Heraldik ein Heroldsbild und Wappenfigur. Als Heroldsbild ist er eine Sonderform der heraldischen Spitze. Er wird als eine gebogene Spitze dargestellt und kann alle heraldischen Farben annehmen, wenn die Farbregel beachtet wird.
Der Wolfszahn wird im Wappen vorrangig mit mindestens einer Anzahl von drei dargestellt und kann aus dem Wappenrand oder einer Teilungslinie hervorbrechen. In der Wappenbeschreibung ist der Ursprung zu erwähnen. Als Teilungschnitt, dem Wolfszahnschnitt, ist das Wappen von Karijoki ein Beispiel.
Auch als eine Teilung oder Spaltung mit einem Wolfszahn des Schildes ist möglich wie das Beispiel Walchsing zeigt. Hier reicht der Wolfszahn aus Silber vom linken Schildfußrand nach rechts oben in die Wappenecke.
Der Wolfszahn kann auch als Wappenfigur in Wappen sein. Beispiel ist das Wappen derer von Weiher (Brandenburg). Hier sind in Blau zwei Reihen mit je drei silberne Zähne, die in der unteren Reihe gegengekehrt sind.
Zu beachten ist, dass der Flammenschnitt anders dargestellt wird.

Wappen derer von Weiher (Brandenburg)
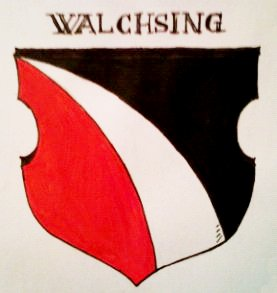
Walchsing
Karijoki
Stammwappen des böhmischen Hochadelgeschlechtes Kinsky
Běrunice Drei rechts gebogene Zähne aus dem linken unteren Schildrand